# Démocratie réelle (Aruba)
 (janvier 2025).
Si vous disposez d'ouvrages ou d'articles de référence ou si vous connaissez des sites web de qualité traitant du thème abordé ici, merci de compléter l'article en donnant les références utiles à sa vérifiabilité et en les liant à la section « Notes et références ».
Démocratie réelle (Democracia Real) était un parti politique d'Aruba fondé en 2001. Il est membre de l'Union démocrate caribéenne. Il remporte un siège sur vingt-et-un au parlement d'Aruba lors des élections de 2009 et de 2013, mais ne se présente pas au scrutin de 2017, fusionnant plutôt avec le parti POR (Pueblo Orguyoso y Respeta).